# Synagoge (Bad Bergzabern)
Die Synagoge in Bad Bergzabern wurde 1848/49 in der Neugasse, in einem aus dem 18. Jahrhundert stammenden Hospiz des Kapuzinerordens, eingerichtet. Bei den Novemberpogromen 1938 wurde die Synagoge verwüstet und einige Tage später abgerissen.

## Synagoge
Es ist anzunehmen, dass bereits im 17. Jahrhundert ein Betsaal vorhanden war. 1841 wird eine erste Synagoge genannt. Ein 1839 erworbenes Gebäude sollte, nachdem die alte Synagoge zu klein geworden war, zu einer neuen Synagoge umgebaut werden. Dieser Plan wurde dann wieder verworfen. 1848 erwarb die jüdische Gemeinde ein aus dem 18. Jahrhundert stammendes ehemaliges Hospiz des Kapuzinerordens. Dieses wurde zur neuen Synagoge umgebaut. Die Einweihung fand 1850 statt. Das Eingangsportal lag auf der Westseite. Rechts und links des Portals befanden sich zwei große Rundbogenfenster und über diesen je zwei kleine Rundbogenfenster. Über dem Portal befand sich eine Rosette in der sich ein Glasfenster befand. In den Seitenwänden befanden sich jeweils fünf große Rundbogenfenster. Die Synagoge verfügte über eine Frauenempore mit 70 Sitzplätzen und im Erdgeschoss über 120 Sitzplätze für Männer. Das Gebäude wurde während der Zeit seiner Nutzung mehrmals renoviert und instand gesetzt. Bei den Novemberpogromen 1938 wurden die Inneneinrichtung der Synagoge und Teile des Daches zerstört. Archiv, Ritualien und Bibliothek wurden von der SA beschlagnahmt. Einige Tage später wurde die Synagoge von Mitgliedern der SA und des RAD abgerissen. In der Nähe des ehemaligen Standortes der Synagoge wurde 1978 eine Plakette im Boden eingelassen. Die Inschrift lautet:
Hier stand von 1848

bis zur Kristallnacht

vom 9. auf den 10. November 1938

die Synagoge

der Jüdischen Kultusgemeinde

## Jüdische Gemeinde Bad Bergzabern
Erste Juden siedelten bereits im 14. Jahrhundert in Bergzabern, wie aus einer Pfandurkunde von 1344 hervorgeht. Vermutlich wurden diese Opfer der Pestpogrome. Im 17. Jahrhundert siedelten sich wieder Juden in Bergzabern an. Diese waren von Herzog Johann II von Pfalz-Zweibrücken mit Schutzbriefen ausgestattet worden. Bis 1880 stieg die Zahl der jüdischen Einwohner immer weiter an. In den Folgejahren ging die Zahl der Mitglieder der jüdischen Gemeinde, bedingt durch einsetzende Auswanderungen, immer mehr zurück. Die Gemeinde verfügte bis 1915 über eine jüdische Elementarschule sowie über eine Mikwe. Es war ein eigener Religionslehrer angestellt, der auch die Aufgaben des Vorbeters und Schochet innehatte. Die Verstorbenen wurden im 17. Jahrhundert auf dem jüdischen Friedhof in Annweiler und ab dem 18. Jahrhundert auf dem jüdischen Friedhof in Ingenheim sowie auf dem jüdischen Friedhof in Busenberg beigesetzt. Ab 1933, nach der Machtergreifung Adolf Hitlers, wurden die jüdischen Einwohner immer mehr entrechtet. Zudem kam es immer wieder zu antijüdischen Aktionen. Dies hatte zur Folge, dass viele jüdische Familien Bergzabern verließen. Die letzten in Bergzabern lebenden Juden wurden Ende 1940 in das Internierungslager Gurs deportiert.